# Stictomischus remotus
Stictomischus remotus är en stekelart som beskrevs av Boucek 1988. Stictomischus remotus ingår i släktet Stictomischus och familjen puppglanssteklar.
Artens utbredningsområde är Papua Nya Guinea. Inga underarter finns listade i Catalogue of Life.